# كريستيان بور
كريستيان بور (بالدنماركية: Christian Bohr)‏ (و. 1855 – 1911 م) هو طبيب، وصيدلي، وفيزيائي، وأستاذ جامعي من الدنمارك . ولد في كوبنهاغن.
وكان عضواً في الأكاديمية الألمانية للعلوم ليوبولدينا، والأكاديمية الملكية الدنماركية للعلوم والآداب .
توفي في كوبنهاغن ، عن عمر يناهز 56 عاماً.

## مناصب وهيئات
أدار جامعة كوبنهاغن.